# Otterschütz
Otterschütz (sorbisch Wotružnicaⓘ) ist eine Streusiedlung im Nordwesten des Landkreises Bautzen im Freistaat Sachsen. Sie gehört anteilig zur Gemeinde Oßling und zur Stadt Bernsdorf.

## Geographie

### Lage
Otterschütz liegt östlich von Bernsdorf im gleichnamigen Waldgebiet Otterschütz. Die Siedlung befindet sich im Südwesten der Zeißholzer Hochfläche und ist Teil des weitgehend ebenen und waldreichen Königsbrücker Heidelandes, im Süden befindet sich mit dem Schwanz (175 m) eine unbedeutende Erhebung. Südlich von Otterschütz verläuft die Straße von Lieske nach Bernsdorf. Nördlich von Otterschütz entspringt der Schmelzteichgraben, im südlichen Teil der Siedlung der Liesker Bach. Westlich liegt am Saxoniagraben der Große Streichteich.

### Nachbarorte
| Bernsdorf               | Familienhaus, Saxonia                       | Zeißholz       |
| Bernsdorf               | Kompassrose, die auf Nachbargemeinden zeigt | Scheckthal     |
| Straßgräbchen, Grünberg | Weißig                                      | Oßling, Lieske |

## Ortsname
Der Name ist sorbischen Ursprungs und hat nichts mit dem Otter zu tun. Zur Bedeutung gibt es nach Eichler zwei plausible Theorien: Entweder die Ableitung ostrož(n)ica von altsorbisch ostrog = „Befestigung“ (vgl. Ostritz, Ostro) oder eine Grundform ostruž(n)ica zu altsorbisch ostruga, ostruž = „Brombeerstrauch“.

## Geschichte

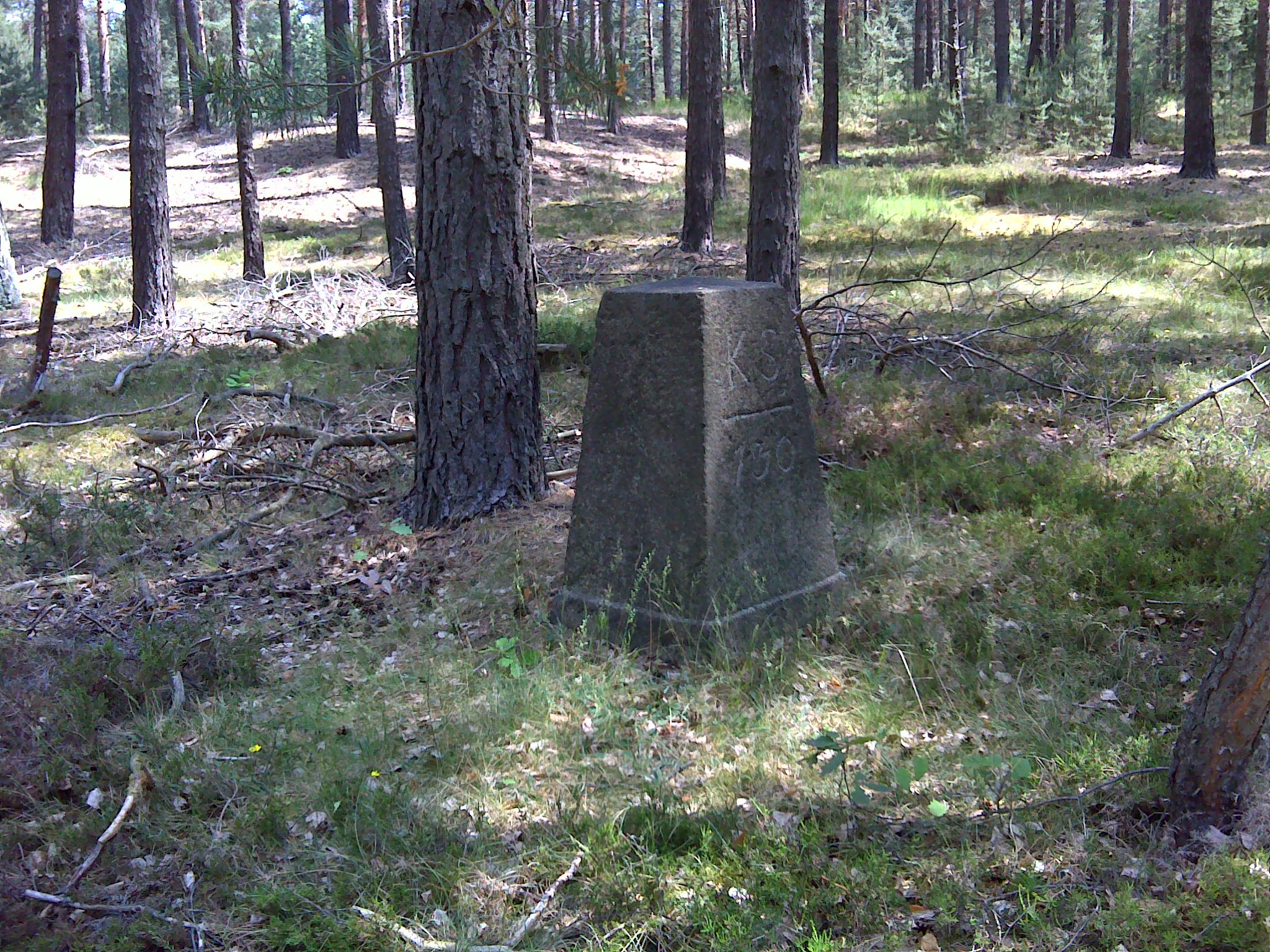
Sächsisch-preußischer Grenzstein Nr. 130

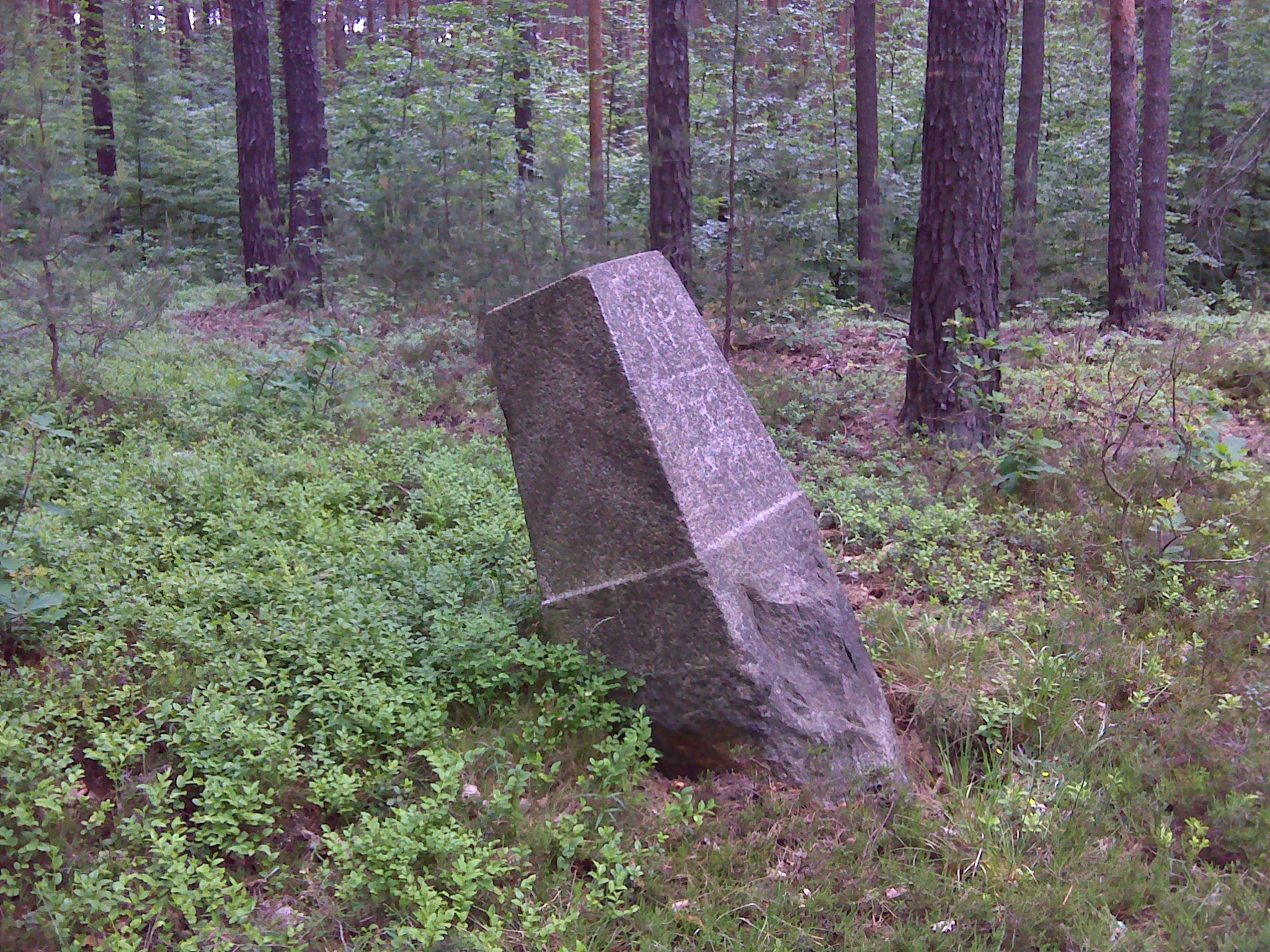
Sächsisch-preußischer Grenzstein Nr. 132

Otterschütz ist wahrscheinlich eine mittelalterliche Ortswüstung, deren waldbedeckte Fluren heute Teil der Gemarkungen Bernsdorf, Weißig, Lieske und Zeißholz sind.
Die erste Erwähnung der Karpfenteiche in der Otterschütz erfolgte 1506, Besitzer der Teiche war die Standesherrschaft Hoyerswerda. Ob zu dieser Zeit in Otterschütz ein Vorwerk des Gutes Weißig bestand, ist nicht nachweisbar.
Infolge des Wiener Kongresses und der Teilung des Königreiches Sachsen wurde 1815 zwischen Bernsdorf, Zeißholz, Lieske und Weißig durch Otterschütz die sächsisch-preußische Grenzlinie gezogen; Bernsdorf und Zeißholz sowie das nördliche Anwesen von Otterschütz wurden damit preußisch.
Nachdem in der Heide nördlich von Weißig eine Braunkohlen- und Tonlagerstätte entdeckt worden war, wurde in der Mitte des 19. Jahrhunderts bei Weißig – wahrscheinlich in der Otterschütz – ein Braunkohlenbergwerk angelegt. Jedoch ließ sich die Kohle zwischen Otterschütz, Zeißholz und Johannisthal zu dieser Zeit wegen der Verworfenheit der Flöze und des Wasserzudrangs weder im Tagebau noch im Tiefbau rentabel gewinnen. Am 13. September 1859 brach im Braunkohlenwerk zu Weißig ein Teil der in die Kohle getriebenen Strecke durch einen Wassereinbruch zusammen, wobei ein Bergarbeiter getötet wurde. Auch der Tonabbau gestaltete sich wegen der geologischen Verhältnisse schwierig. Der sächsische Anteil von Otterschütz bestand zum Ende des 19. Jahrhunderts aus einem Forsthaus, zwei Ziegeleien und einer Dampfschneidemühle; die Wälder waren in die Biehlaische und Räckelwitzer Otterschütz aufgeteilt.
1905 wurde die sächsische Otterschütz ein eigenständiges Dorf. Zur Tilgung der Kredite für den Bau des Weißiger Schlosses suchte Oskar Horst von Zehmen die knapp 97 ha umfassende Otterschütz 1913 zur Gewinnung von Braunkohle für 350.000 Reichsmark an die Stadt Dresden zu verkaufen. Von Zehmen befürchtete zudem, nach dem Ankauf der Kohlenfelder auf preußischer Seite durch die Eintracht Braunkohlenwerke und Brikettfabriken AG zum vorschriftsmäßigen Ausbau der durch die Otterschütz führenden 4,4 km öffentlichen Wege verpflichtet zu werden. Die im Auftrag der Stadt durchgeführten Probebohrungen ergaben jedoch, dass das nur aus Nestern bestehende und stark verworfene Flöz in der Otterschütz nicht abbauwürdig war. Nachdem die Stadt Dresden 1918 von dem Kaufangebot Abstand genommen hatte, verkaufte von Zehmen das Waldgebiet im Juni 1918 zur forstwirtschaftlichen Nutzung an den Besitzer des Gutes Bernsdorf, Hugo Stinnes.
Die Siedlung Otterschütz besteht heute aus sechs im Wald verstreuten Häusern, von denen fünf zum Ortsteil Weißig der Gemeinde Oßling und eines zur Stadt Bernsdorf gehören.

## Denkmale
- Fachwerkhaus Otterschütz 1 in Bernsdorf, errichtet um 1800
- Sächsisch-Preußischer Grenzstein Pilar Nr. 130 sowie 13 Läufersteine, im Wald zwischen Otterschütz und Saxonia
- Sächsisch-Preußischer Grenzstein Pilar Nr. 131 sowie 18 Läufersteine, im Wald zwischen Otterschütz und Bernsdorf
- Sächsisch-Preußischer Grenzstein Pilar Nr. 132 sowie 5 Läufersteine, im Wald zwischen Otterschütz und Bernsdorf
- Sächsisch-Preußischer Grenzstein Pilar Nr. 133 sowie 19 Läufersteine, im Wald zwischen Otterschütz und Grünberg
- Langwälle zwischen Otterschütz und Zeißholz, die auf alten Karten auch als „Schanzen“ oder „Schwedenschanzen“ bezeichneten mittelalterlichen Landwehranlagen sind Teil des Liesker Langwalls, der sich bis Oßling und Dubring erstreckte.[6] Unterhalb der Wälle befinden sich mit dem Langen Jesor und dem Schwarzen Jesor natürliche Wasserflächen (Gieser).

## Naturschutz
Ein Teil der Otterschütz ist seit 2011 auf einer Fläche von 210 ha als FFH-Gebiet Otterschütz unter Schutz gestellt. In dem Gebiet befinden sich oligo- bis mesotrophe Kleingewässer, naturnahe eutrophe Teiche mit Verlandungszonen, Zwischenmoor- und Sumpfbereiche sowie Feuchtgrünland und dystrophe Gewässer.

## Tourismus
Durch Otterschütz führt der Froschradweg von Bernsdorf nach Zeißholz, wo er sich mit dem Krabat-Radweg kreuzt.